# 杜俊元
杜俊元（1938年11月8日—2023年10月25日），出生於花蓮縣富里鄉，臺灣企業家，華泰電子與矽統科技創辦人。信奉佛教，多次捐助慈濟基金會，有「杜大善人」之稱。惟杜俊元本人深受此稱號困擾，認為「大善人不值錢，菩薩才有價值」。華泰電子退休後，曾任慈濟大愛電視台董事長與慈濟人文志業中心董事。

## 生平
其父杜錦枝，生於苗栗苑里。17歲時與同鄉王圓結婚，19歲時搬到花蓮富里。1945年杜錦枝與友人梁火照合資購買池上鄉長曾貴春的錦豐碾米廠經營碾米生意。1950年，全家遷居台東池上。
杜俊元出生於1938年，為家中獨子。建國中學畢業後，進入台灣大學電機系，取得電機學士。1962年至美國留學，進入史丹福大學，同研究室學長包括施敏及張忠謀等人。1967年取得電機工程博士。取得博士學位後進入IBM公司華生半導體研究中心。
1968年，因其父親生病，加上自己為獨子，杜俊元毅然返台。他先於臺灣大學電機系擔任客座副教授，也於交通大學擔任兼任教授，施振榮交大求學時期仰慕其名，曾想親請杜俊元擔任論文指導教授，後因緣分不足未能如願。
1971年，創立華泰電子，是台灣首間本土獨資之半導體封測公司。
1979年，任工研院衍生工廠聯華電子公司籌備處主任與首任總經理。
1987年，創立矽統科技。同年，與其妻楊美瑳至夏威夷參加台大電機校友會，發生心臟冠狀動脈阻塞。為了專心養病，杜俊元將公司經營交給專業團隊。
1988年，其妻楊美瑳成為證嚴法師信徒，杜俊元也隨之皈依證嚴法師。杜俊元將生活重心轉至公益慈善事務中。
1998年，杜俊元買下高雄醫學院後方，市值15億元的3公頃土地，捐贈給慈濟基金會。1999年，再度捐贈總市值13億元的矽統股票給慈濟基金會。
因為華泰電子爆發財務危機，2002年，杜俊元辭去矽統科技董事長，申讓個人持股，退出矽統的經營團隊，將資金注入華泰電子。其子杜紹堯成為華泰電子總經理。
2003年，杜俊元回任華泰電子董事長。2004年，杜俊元兼任華泰電子總經理，重掌華泰電子的經營，其子杜紹堯則調任菲律賓分公司總經理。2007年開始，獲得金士頓公司孫大衛的多次注資支持，公司重回軌道。2014年起轉虧為盈，負債陸續還清。
2016年8月26日，杜俊元退休，卸任華泰電子總經理，由副總經理董悅明接任。杜俊元與其妻楊美瑳同時申請轉讓持股，杜俊元申讓過半數持股，楊美瑳申讓全部持股，在董事會同意後，將一併辭去董事長一職。

## 家庭
其妻楊美瑳，其子杜紹堯。

## 榮譽
1973年，獲中華民國十大傑出青年。